# Sympetrum
A Sympetrum a szitakötők laposhasú acsafélék családjának egyik neme. A nembe tartozó 61 faj többsége az északi félteke mérsékelt égövén él. Ausztráliából teljesen hiányoznak.
Többségüknél a fiatal imágók aranysárgák, a felnőtt hímek élénkvörösek, a nőstények sárgásbarnák. Az egyik kivétel a fekete szitakötő. Méretük kicsi vagy közepes, testhosszuk 4 cm körül van. Elsősorban kisebb tavacskák, folyók, patakok mentén élnek.

## Fajok
- Sympetrum ambiguum (Rambur, 1842) [2]
- Sympetrum anomalum Needham, 1930
- Sympetrum arenicolor Jödicke, 1994
- Sympetrum baccha (Selys, 1884)
- Sympetrum chaconi De Marmels, 1994
- Sympetrum commixtum (Selys, 1884)
- Sympetrum cordulegaster (Selys, 1883)
- Sympetrum corruptum (Hagen, 1861)
- Sympetrum costiferum  (Hagen, 1861)
- Sympetrum croceolum (Selys, 1883)
- Sympetrum daliensis Zhu, 1999
- Sympetrum danae (Sulzer, 1776) fekete szitakötő
- Sympetrum darwinianum Selys, 1883
- Sympetrum depressiusculum (Selys, 1841) lassú szitakötő
- Sympetrum dilatatum (Calvert, 1892)
- Sympetrum durum Bartenev, 1916
- Sympetrum eroticum (Selys, 1883)
- Sympetrum evanescens De Marmels, 1992
- Sympetrum flaveolum (Linnaeus, 1758) útszéli szitakötő
- Sympetrum fonscolombii (Selys, 1840) atkás szitakötő
- Sympetrum frequens (Selys, 1883)
- Sympetrum gilvum (Selys, 1884)
- Sympetrum gracile Oguma, 1915
- Sympetrum haematoneura Fraser, 1924
- Sympetrum haritonovi Borisov, 1983
- Sympetrum himalayanum Navás, 1934
- Sympetrum hypomelas (Selys, 1884)
- Sympetrum illotum (Hagen, 1861)
- Sympetrum imitans (Selys, 1886)
- Sympetrum infuscatum (Selys, 1883)
- Sympetrum internum Montgomery, 1943
- Sympetrum kunckeli (Selys, 1884)
- Sympetrum maculatum Oguma, 1922
- Sympetrum madidum (Hagen, 1861)
- Sympetrum meridionale (Selys, 1841) sárgatorú szitakötő
- Sympetrum nigrifemur (Selys, 1884)
- Sympetrum nigrocreatum Calvert, 1920
- Sympetrum nomurai Asahina, 1997
- Sympetrum obtrusum (Hagen, 1861)
- Sympetrum orientale (Selys, 1883)
- Sympetrum pallipes (Hagen, 1874)
- Sympetrum paramo De Marmels, 2001
- Sympetrum parvulum (Bartenev, 1912)
- Sympetrum pedemontanum (Müller, 1766) szalagos szitakötő
- Sympetrum risi Bartenev, 1914
- Sympetrum roraimae De Marmels, 1988
- Sympetrum rubicundulum (Say, 1840)
- Sympetrum ruptum Needham, 1930
- Sympetrum sanguineum (Müller, 1764) alföldi szitakötő
- Sympetrum semicinctum (Say, 1840)
- Sympetrum signiferum Cannings & Garrison, 1991
- Sympetrum sinaiticum Dumont, 1977
- Sympetrum speciosum Oguma, 1915
- Sympetrum striolatum (Charpentier, 1840) gyakori szitakötő
- Sympetrum tibiale (Ris, 1897)
- Sympetrum uniforme (Selys, 1883)
- Sympetrum verum Bartenev, 1916
- Sympetrum vicinum (Hagen, 1861)
- Sympetrum villosum Ris, 1911
- Sympetrum vulgatum (Linnaeus, 1758) közönséges szitakötő
- Sympetrum xiaoi Han & Zhu, 1997

## Fordítás
- Ez a szócikk részben vagy egészben  a   Sympetrum című angol Wikipédia-szócikk ezen változatának fordításán alapul.  Az eredeti cikk szerkesztőit annak laptörténete sorolja fel. Ez a jelzés csupán a megfogalmazás eredetét és a szerzői jogokat jelzi, nem szolgál a cikkben szereplő információk forrásmegjelöléseként.